# Municipio de Lynn (Indiana)
El municipio de Lynn (en inglés: Lynn Township) es un municipio ubicado en el condado de Posey en el estado estadounidense de Indiana. En el año 2010 tenía una población de 895 habitantes y una densidad poblacional de 7,73 personas por km².

## Geografía
El municipio de Lynn se encuentra ubicado en las coordenadas 38°2′56″N 87°55′20″O / 38.04889, -87.92222. Según la Oficina del Censo de los Estados Unidos, el municipio tiene una superficie total de 115.76 km², de la cual 112,93 km² corresponden a tierra firme y (2,45 %) 2,83 km² es agua.

## Demografía
Según el censo de 2010, había 895 personas residiendo en el municipio de Lynn. La densidad de población era de 7,73 hab./km². De los 895 habitantes, el municipio de Lynn estaba compuesto por el 98,99 % blancos, el 0,22 % eran afroamericanos, el 0,11 % eran amerindios, el 0,34 % eran de otras razas y el 0,34 % eran de una mezcla de razas. Del total de la población el 0,45 % eran hispanos o latinos de cualquier raza.